# Halo: Spartan Strike
Halo: Spartan Strike — компьютерная игра в жанре Shoot ’em up, созданная в фантастической вселенной Halo и разработанная студиями 343 Industries и Vanguard Games и выпущенная 16 апреля 2015 года для Windows Phone, Windows и впервые для iOS. Игра является продолжением Halo: Spartan Assault.

## Сюжет
Сюжет игры Halo: Spartan Strike разворачивается после событий Halo 4. Во время игры игрок выступает в роли суперсолдата-спартанца IV, который ведет силы ККОН против врагов Ковенантов в рамках боевых действий, сложившихся во время событий Halo 2 на Новой Момбасе.
После первой кампании главный герой отправляется в Гамма Ореол, чтобы сражаться с отколовшейся фракцией бывшего Ковенанта и Прометейцев после событий Halo 4. Герой пытается помешать фракции изгоев активировать устройство, известное как канал, но ему не удается захватить устройство. Затем герой доставляет Кондуит в город, атакованный Прометейцами, и останавливает битву.

## Отзывы и критика
Halo: Spartan Strike получила неоднозначные отзывы критиков. Агрегатор обзоров Metacritic присвоил версии для Windows оценку 66/100 на основе 9 обзоров, а версии для iOS — 86/100 на основе 4 обзоров. Другой агрегатор, GameRankings, оценил версию для ПК на 70 % на основе 6 обзоров, а версию для iOS — 86,67 % на основе 3 обзоров.